# Syndipnus laeviceps
Syndipnus laeviceps är en stekelart som först beskrevs av Holmgren 1883.  Syndipnus laeviceps ingår i släktet Syndipnus och familjen brokparasitsteklar. Inga underarter finns listade i Catalogue of Life.